# Siwa Grań

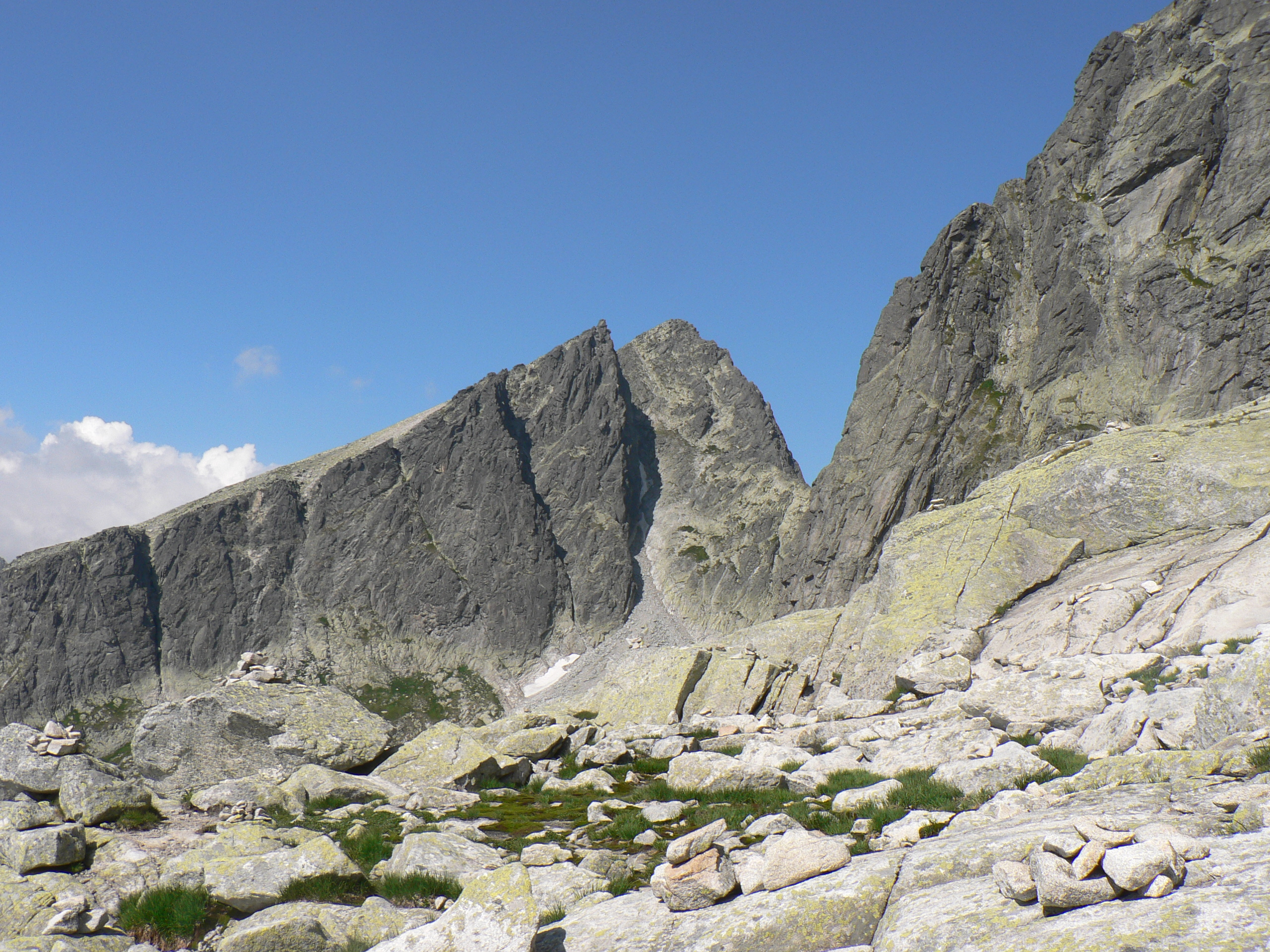
Siwa Grań i Jaworowy Szczyt

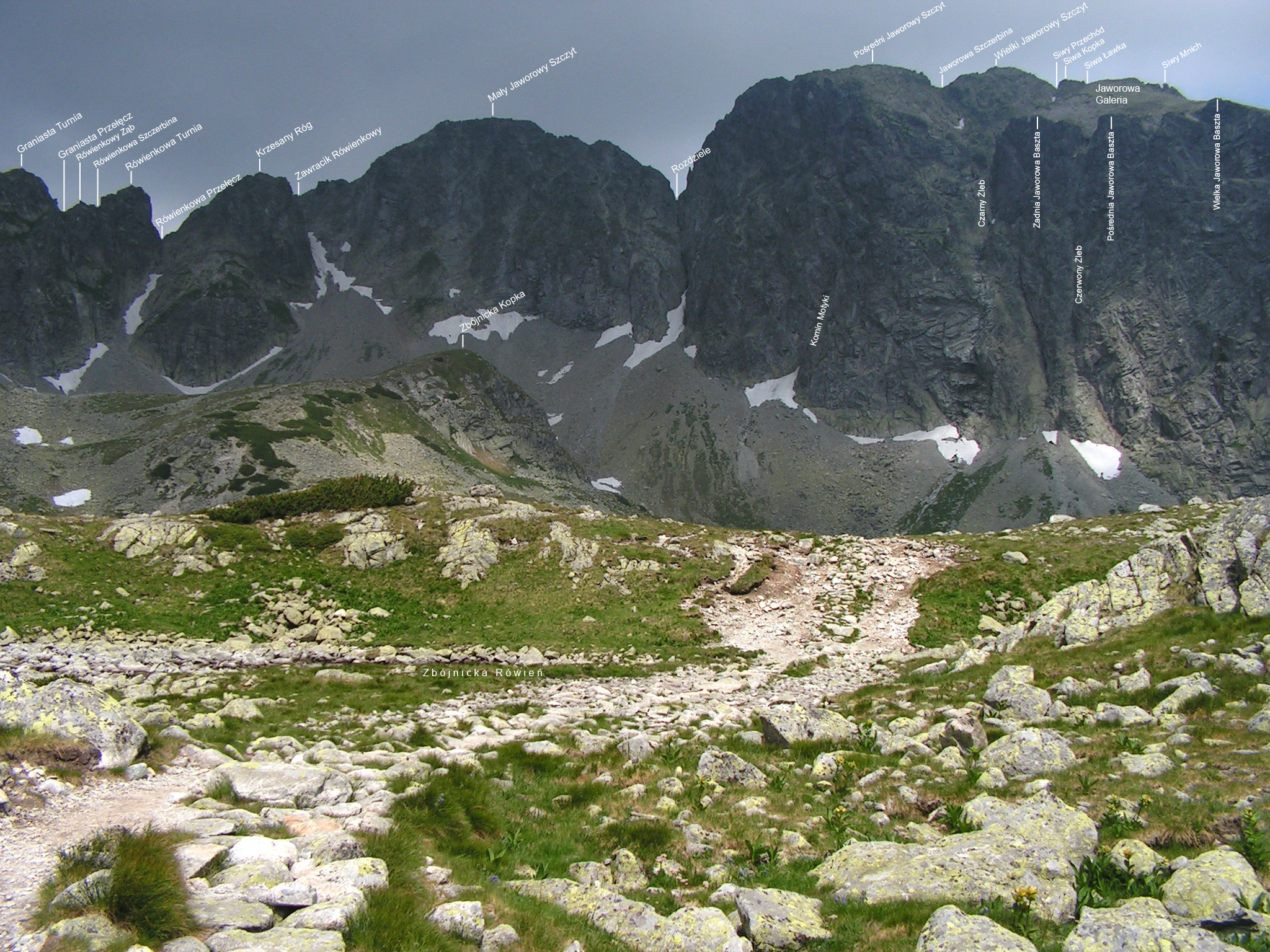
Fragment Siwej Grani (na prawo)

Siwa Grań – grań tatrzańska odchodząca na południowy wschód od głównego wierzchołka Jaworowego Szczytu w grani głównej słowackich Tatr Wysokich. Siwa Grań opada w kierunku Doliny Staroleśnej i rozdziela jej dwie części – Siwą Kotlinę i Zbójnickie Korycisko. Od środkowych i górnych partii grani w kierunku południowo-zachodnim opada duży, piarżysty taras zwany Jaworową Galerią, poniżej którego znajduje się grań Jaworowych Baszt. Na żaden z obiektów w Siwej Grani nie prowadzą żadne znakowane szlaki turystyczne, obiekty się w niej znajdujące są dostępne jedynie dla taterników.
Obiekty w Siwej Grani począwszy od Jaworowego Szczytu:
- Siwy Przechód – spod tej przełączki w stronę Siwej Kotliny opada duży Siwy Żleb,
- Siwa Kopka,
- Siwa Ławka,
- Siwy Mnich (Pravá veža) – najwybitniejszy wierzchołek Siwej Grani,
- Siwa Szczerbina (Štrbina vo vežiach),
- Siwy Mniszek (Ľavá veža).